# ماک گوردن
ماک گوردن (انگلیسی: Mack Gordon؛ ۲۱ ژوئن ۱۹۰۴ – ۲۸ فوریهٔ ۱۹۵۹) یک آهنگساز و ترانه‌سرا اهل ایالات متحده آمریکا بود.
او طی ۱۱ سال، ۹ مرتبه نامزد دریافتِ جایزه اسکار بهترین ترانه شد که پنج سال آن، متوالی بود و در سال ۱۹۴۳ میلادی، برندهٔ این جایزه شد.
از فیلم‌ها یا مجموعه‌های تلویزیونی که وی در آن‌ها نقش داشته‌است می‌توان به پالم اسپرینگز اشاره نمود.